# The God & Devil Show
The God & Devil Show foi um desenho animado feito em Adobe Flash que a sua temporada completou de 1999 até 2001. O show foi produzido pela Warner Bros e Mondo Media, criado por Aubrey Ankrum, que depois passou a criar Happy Tree Friends.

## Resumo
The God & Devil Show fez paródias de muitos talk shows, apresentando entrevistas de celebridades. O show apresenta Deus como um homem velho e o Diabo como uma mulher promíscua, que se gaba da desgraça dos outros personagens. Todos os episódios de uma entrevista com uma celebridade que geralmente dá errado em algum ponto, levando a desgraça maior. No final de cada episódio, o espectador é capaz de escolher se deseja enviar a celebridade para o céu ou para o inferno por clicar no botão de "Deus" ou do "Diabo". No céu, a celebridade iria receber algo bom e acabaria com o episódio, dizendo "que isto é o céu" em inglês. No inferno, a celebridade iria receber algo mau e vai acabar o episódio gritando a palavra "Nããããããoooooo!" em inglês.

## Equipe
A maioria do pessoal da série já tinham participado em outros shows da Mondo Media que depois do tempo começaram a trabalhar mais no Happy Tree Friends.

### Staff
- Aubrey Ankrum - Criador, diretor e escritor
  - Kenn Navarro - Diretor de animação, escritor
  - Jeff Biancalana- director, writer
  - Warren Graff - Escritor
  - Mark Fiorenza - Escritor
  - Liz Stuart - Produtor
  - Michael "Lippy" Lipman - Animador

## Lista de celebridades apresentadas em cada episódios
| - Chris Rock - Christopher Walken - Chris Farley - Bill Gates - Angelina Jolie - William Shatner - Britney Spears - Keith Richards - Kurt Cobain - Robert Downey Jr. - Steve Irwin | - John Travolta - Eminem - Abraham Lincoln - Woody Allen - Stephen Hawking - Bruce Willis - George Lucas - Ron Jeremy - Pamela Anderson - Walt Disney | - Tom Hanks - Sean Connery - George W. Bush - Princesa Diana - Charlton Heston - Arnold Schwarzenegger - Bill Clinton e Hillary Clinton - Dr. Seuss - Martha Stewart - Calista Flockhart | - John Wayne - Jesse Ventura - Mahatma Gandhi - Marilyn Manson - The Osmonds - Jane Goodall - Barbra Streisand - Mark Wahlberg - Dr. Laura - Siegfried & Roy |